# Холостов, Алексей Иванович
Алексей Иванович Холостов (род. 15 марта 1936 года) — советский и российский тренер высшей категории по лыжным гонкам. Заслуженный тренер СССР. Почётный гражданин Истринского района (1998).

## Биография
Алексей Иванович Холостов родился 15 марта 1936 года в Сараевском районе Рязанской области. В 1949 году вместе с семьёй переехал в Ново-Петровск. После окончания 10 классов средней школы, Алексей три года служил в армии в Горьковской области. В 1964 году он окончил отделение физического воспитания Московского педагогического института им. Крупской. В 1968 году выполнил норматив мастера спорта СССР.
С 1961 по 1965 год работал учителем физкультуры в средней школе и параллельно вёл лыжную секцию. С 1965 года Алексей Иванович является старшим тренером-преподавателем Истринской специализированной детско-юношеской спортивной школы Олимпийского резерва по лыжным гонкам «Истина».
Наиболее высоких результатов среди воспитанников Холостова добились:
- Николай Зимятов — четырёхкратный олимпийский чемпион (1980, 1984), серебряный призёр Олимпийских игр 1984 года, серебряный призёр чемпионата мира 1978 года, восьмикратный чемпион СССР (1978, 1979, 1980, 1982, 1984)[4][5],
- Светлана Нагейкина — олимпийская чемпионка 1988 года, двукратная чемпионка СССР (1986, 1987), шестикратная чемпионка России (1993, 1996, 1998, 2001).

## Награды и звания
- Орден Дружбы народов (1984).
- Медаль «За трудовую доблесть» (9.04.1980)[6].
- Медаль «За трудовое отличие» (1988).
- Почётное звание «Заслуженный тренер СССР».
- Почётная грамота Президента Российской Федерации (2015)[7].
- Почётный гражданин Истринского района (1998)[8].